# Arctosa mittensa
Arctosa mittensa este o specie de păianjeni din genul Arctosa, familia Lycosidae, descrisă de Yin et al., 1993. Conform Catalogue of Life specia Arctosa mittensa nu are subspecii cunoscute.